# Ca de bestiar
Ca de bestiar (perro de pastor mallorquín) är en hundras från Balearerna i Spanien. Det katalanska namnet ca de bestiar betyder boskapshund, det spanska namnet perro de pastor betyder herdehund. Ursprunget är okänt, men den korthåriga ca de bestiar, som är den vanligaste, påminner om de portugisiska raserna cão fila de são miguel och cão de castro laboreiro som är molosserhundar.

## Historia
Som fallet är med flera spanska hundraser så decimerades rastypen starkt under spanska inbördeskriget och andra världskriget. 1967 inleddes restaureringsarbetet. Rasklubben bildades 1970 och 1975 skrevs den första rasstandarden. Sedan den visats på hundutställning första gången 1980 erkändes den redan 1982 av den internationella hundorganisationen FCI.

## Egenskaper
Det är också omdiskuterat huruvida ca de bestiar skall ingå i vallhundsgruppen eller molosserguppen. Den är inte heller någon utpräglad vallhund, dess traditionella användningsområde är som boskapsvaktare. Den har en utpräglad vaktinstinkt och har ett skarpt temperament.

## Utseende
Ca de bestiar är en kraftfull, högbent hund med rektangulär kropp. Den får absolut inte ge ett lätt intryck. Det är en muskulös hund med smidiga rörelser.